# الريرمون
قرية الريرمون هي إحدى القرى التابعة لمركز ملوى بمحافظة المنيا في جمهورية مصر العربية. حسب إحصاءات سنة 2006، بلغ إجمالي السكان في الريرمون 19121 نسمة، منهم 9723 رجلا و9398 امرأة.